# Cyperus hermaphroditus
Cyperus hermaphroditus är en halvgräsart som först beskrevs av Nikolaus Joseph von Jacquin, och fick sitt nu gällande namn av Paul Carpenter Standley. Cyperus hermaphroditus ingår i släktet papyrusar, och familjen halvgräs. Inga underarter finns listade i Catalogue of Life.